# Șipote (okręg Gałacz)
Șipote – wieś w Rumunii, w okręgu Gałacz, w gminie Berești-Meria. W 2011 roku liczyła 86 mieszkańców.